# Nanostrangalia binhana
Nanostrangalia binhana är en skalbaggsart som först beskrevs av Maurice Pic 1928.  Nanostrangalia binhana ingår i släktet Nanostrangalia och familjen långhorningar. Inga underarter finns listade i Catalogue of Life.